# Jonas Čekuolis
Jonas Čekuolis (ur. 25 września 1970 w Wilnie) – litewski dziennikarz i polityk, były poseł na Sejm Republiki Litewskiej, wiceprzewodniczący Zgromadzenia Parlamentarnego Rady Europy (w latach 2003–2004).

## Życiorys
W 1992 został absolwentem Wydziału Historii Uniwersytetu Wileńskiego. Przez krótki okres studiował nauki polityczne na Uniwersytecie w Århus w Danii. Po ukończeniu nauki podjął pracę w stacji "Radiocentras" jako dziennikarz. Był komentatorem sportowym w litewskiej TV (1996–1997), później pracował w Telewizji Bałtyckiej, gdzie prowadził audycję polityczną "Ringas" (1997–1998) oraz był redaktorem serwisów informacyjnych (1998–1999).
W 1990 znalazł się wśród założycieli Litewskiego Związku Liberałów. W 1994 objął przewodnictwo nad Litewską Organizacją Młodzieży Liberalnej. Od czerwca do listopada 1999 pełnił funkcję sekretarza prasowego premiera Rolandasa Paksasa. W tym samym okresie został mianowany dyrektorem firmy "Baltijos viešųjų ryšių grupė".
W wyborach samorządowych 2000 wszedł w skład Rady Miejskiej Wilna, mandat sprawował do 2001.
W październiku 2000 uzyskał mandat posła na Sejm Republiki Litewskiej z list Litewskiego Związku Liberałów. Pracował w Komisji Spraw Zagranicznych, był przedstawicielem Litwy w Zgromadzeniu Parlamentarnym Rady Europy oraz przewodniczącym jej delegacji. W 2003 został wybrany wiceprzewodniczącym Zgromadzenia oraz jego sprawozdawcą w Serbii i Czarnogórze.
Od 2003 pozostawał członkiem Związku Liberałów i Centrum. W 2004 ponownie znalazł się w Sejmie, gdzie od 2006 pełnił funkcję wiceprzewodniczącego frakcji liberałów i centrystów. Sprawował również kierownictwo nad komisją ds. stosunków z NATO. Bez powodzenia kandydował w wyborach parlamentarnych w 2008 z listy partyjnej, jak też w okręgu jednomandatowym Szeszkinie, gdzie uzyskał jedynie 8,46% głosów w I turze.